# Immunitet
Treść tego artykułu od 2023-08 należy opracować w taki sposób, aby nie uwypuklała nadmiernie polskiej specyfiki / aby nie zawężała się tylko do polskich warunków
Dokładniejsze informacje o tym, co należy poprawić, być może znajdują się w dyskusji tego artykułu.
 Po wyeliminowaniu niedoskonałości należy usunąć szablon {{Dopracować}} z tego artykułu.
Immunitet (łac. immunitas „uwolnienie od obciążeń”) – instytucja prawna, mocą której osoba z niej korzystająca nie podlega określonym przepisom, do przestrzegania których inne osoby są zobowiązane. Immunitet może też oznaczać ograniczenie odpowiedzialności prawnej danej osoby z tytułu pełnienia przez nią określonej funkcji. Istotą immunitetu jest więc wyłączenie spod określonego obowiązku.
W doktrynie prawa konstytucyjnego wyróżnia się dwa rodzaje immunitetu: materialny i formalny.

## Immunitet materialny
Immunitet materialny oznacza trwałe wyłączenie spod przepisów sankcjonujących określone zachowanie. Najważniejszym przykładem immunitetu materialnego jest immunitet materialny parlamentarzysty, oznaczający, że poseł oraz senator nie mogą być pociągnięci do odpowiedzialności za działania wchodzące bezpośrednio w zakres sprawowania ich funkcji parlamentarnych, np. za wystąpienia w parlamencie, sposób głosowania, zgłaszanie inicjatywy ustawodawczej. Zakaz ten obowiązuje zarówno podczas trwania mandatu parlamentarnego, jak i po jego wygaśnięciu (nie może zostać uchylony). Immunitet w znaczeniu materialnym nie zwalnia jednak parlamentarzysty z odpowiedzialności za naruszenie praw innych osób (np. w przypadku naruszenia dóbr osobistych innej osoby w przemówieniu sejmowym). Celem istnienia immunitetu materialnego jest ochrona członków parlamentu przed próbami ograniczania ich niezależności, w szczególności swobody głosowania oraz wolności wypowiedzi.

## Immunitet formalny
Immunitet formalny nazwany jest również immunitetem osobistym. Oznacza on ograniczenie odpowiedzialności prawnej (w szczególności odpowiedzialności karnej) danej osoby ze względu na pełnioną funkcję na czas pełnienia tejże funkcji. Jednocześnie jednak przepisy umożliwiają likwidację ograniczeń w odpowiedzialności prawnej po spełnieniu określonych dodatkowych warunków (tzw. uchylenie immunitetu w konkretnej sprawie). 
Wyróżnia się przy tym dwa aspekty immunitetu formalnego:
1. aspekt procesowy – oznacza, że warunkiem pociągnięcia określonych osób do odpowiedzialności karnej jest zgoda określonego podmiotu – np. pociągnięcie do odpowiedzialności karnej Prezesa NIK albo posła wymaga uprzedniej zgody Sejmu,
2. aspekt nietykalności – oznacza zakaz ograniczania i pozbawiania wolności określonych osób – np. Rzecznik Praw Obywatelskich nie może być zatrzymany lub aresztowany, z wyjątkiem wypadku ujęcia go na gorącym uczynku przestępstwa i jeżeli jego zatrzymanie jest niezbędne do zapewnienia prawidłowego toku postępowania.

Immunitet w zakresie wykroczeń posiadają sędziowie i asesorzy sądowi, prokuratorzy i asesorzy prokuratorscy, posłowie i senatorowie, a także – ale tylko podczas i w związku z wykonywaniem czynności zawodowych – adwokaci i radcowie prawni. Oznacza on, iż osoby pełniące te funkcje nie podlegają zwykłej odpowiedzialności za wykroczenia, a wyłącznie dyscyplinarnej przed właściwym sądem dyscyplinarnym. W aspekcie praktycznym oznacza to, że za zachowanie noszące znamiona wykroczenia żaden organ (policja, straż miejska) nie może ukarać sędziego czy asesora (chyba że ten wyrazi zgodę na pociągnięcie do odpowiedzialności za wykroczenie przeciwko bezpieczeństwu i porządkowi w komunikacji przez przyjęcie mandatu karnego gotówkowego albo uiszczenie grzywny nałożonej mandatem zaocznym). Policjant nie może takiej osoby nawet pouczyć, gdyż pouczenie jest również środkiem oddziaływania na sprawcę wykroczenia przewidzianym w Kodeksie postępowania w sprawach o wykroczenia.

## Uchylenie immunitetu w konkretnej sprawie
W przypadku immunitetu formalnego spotykanym błędem jest używanie wyrażenia „uchylenie immunitetu” zamiast właściwszego „uchylenie immunitetu w konkretnej sprawie”. Jest to błąd popełniany nie tylko przez dziennikarzy, polityków, ale nawet w literaturze prawniczej. Osoba posiadająca immunitet formalny traci go jedynie w przypadku utraty stanowiska, z którym on jest związany. Jeśli jednak zostanie go pozbawiona, to tylko w konkretnej pojedynczej sprawie, co oznacza, że nadal jest nim chroniona w innych sytuacjach, ale już z wyłączeniem przypadku, w którym została go pozbawiona.